# Saint-Ouen (Seine-Saint-Denis)
Saint-Ouen ou Saint-Ouen-sur-Seine é uma comuna do departamento de Seine-Saint-Denis, localizada na região de Ilha de França, na França.

## Toponímia
O nome da comuna vem de Santo Audoeno, bispo de Ruão morto na Villa Clippiacum, isto é, o palácio do rei Dagoberto localizado no "Vieux Saint-Ouen", que fazia parte do antigo território de Clichy.
Ele é conhecido na Inglaterra com o nome de santo Owen ou Ewen e suas relíquias foram transportadas para Cantuária.
O nome latino do bispo santo Ouen foi Audœnus Dado; deu o nome de Audoniens aos habitantes da cidade.